# أدريان بايرامي
أدريان بايرامي هو لاعب كرة قدم سويسري وألباني، ولد في 2002 في لانجينثال ‏ في سويسرا.

## وصلات خارجية
- أدريان بايرامي على موقع قاعدة بيانات كرة القدم.إي يو (الإنجليزية)
- أدريان بايرامي على موقع ناشيونال فوتبول تيمز (الإنجليزية)
- أدريان بايرامي على موقع Soccerway.com (الإنجليزية)
- أدريان بايرامي على موقع عالم كرة القدم.نت (الإنجليزية)